# Камара, Мамаду (футболист, 2001)
Мамаду́ Хару́на Камара́ (фр. Mamadou Harouna Camara; род. 18 февраля 2001, Бамако) — малийский футболист, полузащитник московского «Торпедо», выступающий на правах аренды за «Торпедо-БелАЗ».

## Клубная карьера
Родился в Бамако.
Воспитанник клуба «Блэк Старз».
В январе 2022 года на правах аренды присоединился к молдавскому «Милсами». 4 апреля 2022 года в матче чемпионата Молдовы против клуба «Сфынтул Георге» дебютировал в профессиональном футболе. 
В сезоне 2021/22 с «Милсами» стал бронзовым призёром Национального дивизиона. 
7 июля 2022 года дебютировал в отборочном раунде Лиги конференций в матче против литовского клуба «Паневежис». 
9 марта 2024 года арендное соглашение с «Блэк Старз» было продлено.
16 августа 2024 года был куплен московским «Торпедо».
26 февраля 2025 года на правах аренды перешёл в белорусский клуб «Торпедо-БелАЗ». 15 марта 2025 года в матче против «Гомеля» дебютировал в чемпионате Беларуси.
В мае 2025 года стал финалистом Кубка Беларуси 2024/25.
31 мая 2025 года забил первый гол за «Торпедо-БелАЗ». Форвард отличился в матче 11-го тура чемпионата Беларуси с борисовским БАТЭ, забив на 35-й минуте с передачи Ильи Василевича. Дебютный гол случился в 15-м матче Камара за клуб из Жодино.

## Карьера в сборной
В марте 2023 года был вызван в сборную Мали (до 23 лет), однако не провел в её составе ни одной игры.

## Статистика выступлений
| Выступление      | Выступление           | Выступление      | Лига | Лига | Кубки | Кубки | Еврокубки | Еврокубки | Итого | Итого |
| Клуб             | Лига                  | Сезон            | Игры | Голы | Игры  | Голы  | Игры      | Голы      | Игры  | Голы  |
| ---------------- | --------------------- | ---------------- | ---- | ---- | ----- | ----- | --------- | --------- | ----- | ----- |
| → Милсами        | Национальный дивизион | 2021/22          | 6    | 0    | 2     | 1     | 0         | 0         | 8     | 1     |
| → Милсами        | Суперлига             | 2022/23          | 17   | 3    | 1     | 1     | 4         | 1         | 22    | 5     |
| → Милсами        | Суперлига             | 2023/24          | 21   | 5    | 1     | 0     | 2         | 0         | 24    | 5     |
| → Милсами        | Суперлига             | 2024/25          | 1    | 1    | 0     | 0     | 4         | 1         | 5     | 2     |
| → Милсами        | Итого                 | Итого            | 45   | 9    | 4     | 2     | 10        | 2         | 59    | 13    |
| Торпедо (Москва) | Первая лига           | 2024/25          | 8    | 0    | 2     | 0     | —         | —         | 10    | 0     |
| Торпедо (Москва) | Итого                 | Итого            | 8    | 0    | 2     | 0     | —         | —         | 10    | 0     |
| → Торпедо-БелАЗ  | Высшая лига           | 2025             | 15   | 2    | 5     | 1     | 2         | 0         | 22    | 3     |
| → Торпедо-БелАЗ  | Итого                 | Итого            | 15   | 2    | 5     | 1     | 2         | 0         | 22    | 3     |
| Всего за карьеру | Всего за карьеру      | Всего за карьеру | 68   | 11   | 11    | 3     | 12        | 2         | 91    | 16    |

## Достижения
«Милсами»
- Бронзовый призёр чемпионата Молдовы: 2021/22

«Торпедо-БелАЗ»
- Финалист Кубка Беларуси: 2024/25